# Мраморные шершни
«Мраморные шершни» (англ. Marble Hornets) — американский веб-сериал в жанре ужасы, основанный на интернет-мифе о Тонком человеке (Слендермене). Первый эпизод был размещён на YouTube 20 июня 2009 года.
На сегодняшний день снято 90 записей, вместе с тремя неполными записями 0.5 и одной анонимной записью под номером #####.
3 августа 2015 года канал Marble Hornets был переименован в Clear Lakes 44 | Marble Hornets и начал выпускать короткие видео Clear Lakes 44 — Broadcast, представляющие собой искажённые помехами обрывки записей плохого качества, однако позже канал был переименован в исходное имя, а 13 новых выложенных видеозаписей были удалены.
На основе сериала режиссёром Джеймсом Мораном был снят полнометражный фильм «Слендер», вышедший в прокат 7 апреля 2015 года.

## Сюжет
Главный герой сериала, студент-кинематографист по имени Джей, пытается выяснить, что именно произошло во время съёмок фильма «Мраморные Шершни», который снимал его друг Алекс Крейли для зачёта в киношколе. Алекс снимал фильм около двух месяцев, но потом внезапно остановил съёмки, сославшись, что на съёмочной площадке стало невозможно работать. После этого Алекс перестал вспоминать о записях, пока Джей не убедил друга отдать их ему. Тот согласился, но с условием, что Джей больше никогда не будет заводить разговор об этих кассетах. Вскоре Алекс перевёлся в другую киношколу и перестал общаться с Джеем. Три года спустя Джей вспоминает о записях и решает просмотреть их, а после обнаружения необъяснимых вещей на нескольких кассетах начинает собственное расследование. Вскоре после этого Джея начинают преследовать странные и жуткие явления, окружающие записи… и таинственное существо, известное как Оператор.

## Персонажи

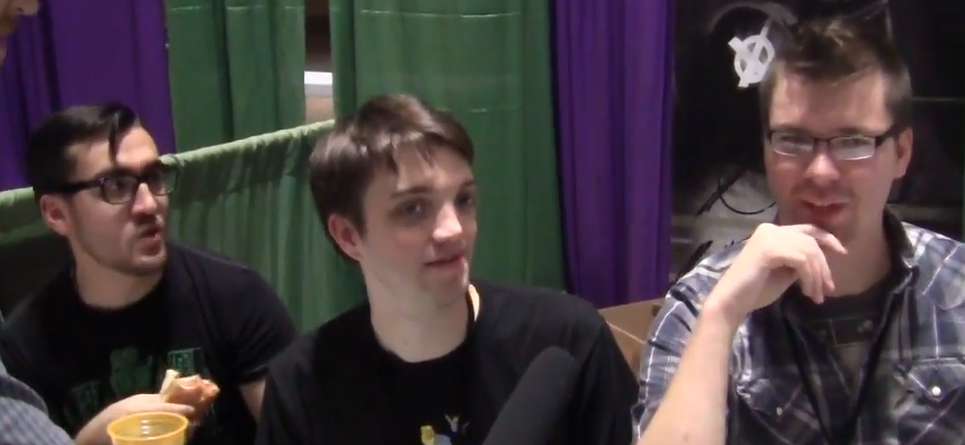
Актёры и создатели сериала (слева направо): Тим Саттон, Трой Вагнер, Джозеф Делаж

### Основные персонажи
- Алекс Крейли (англ. Alex Kralie) — учился в той же киношколе, что и Джей, но перевёлся из неё. Он является режиссёром студенческого фильма «Мраморные шершни», съёмки которого он прекратил без ведомых причин. После неудачной попытки убить Тима Райта был ранен в шею им же, после чего Оператор унёс его тело. Его играл Джозеф Делаж.
- Джей Меррик (англ. Jay Merrick) — друг Алекса. Джей загружает записи на свой YouTube-канал в попытке обнаружить, что именно произошло во время съёмок «Мраморных шершней». Его играл Трой Вагнер.
- Тим Райт (англ. Tim Wright), он же Человек в маске (англ. Masky) — является одним из актёров фильма «Мраморные шершни», который снимал Алекс. В фильме нередко носит белую маску с чёрными губами, бровями и прорезями для глаз, однако появляется и без неё, но уже как положительный персонаж. Он то хотел помочь главным героям, то пытался помешать им. Под конец сериала становится другом Джея, а после забирает его камеру и загружает записи на канал Джея вместо него. На протяжении всего сериала разрывается между маской и реальной жизнью. Предполагалось, что он является прокси («марионеткой») Оператора. Его играл Тим Саттон.
- Брайан Томас (англ. Brian Thomas), он же Человек в капюшоне (англ. Hoodie) — актёр «Мраморных шершней». В фильме у него была роль студента, который приехал в город, чтобы наладить дружбу между Тимом и Сарой. Относится крайне враждебно к Джею, Тиму и другим героям сериала. Его часто можно увидеть в жёлтом свитере с капюшоном, благодаря которому он получил своё прозвище, и чёрной маске с красным стилизованным «грустным» смайликом. Его играл Брайан Хайт.
- Джессика Локк (англ. Jessica Locke) — женщина, которую Джей встречает в ходе своего расследования. Возможно, как-то связана с Алексом и Оператором. Её играла Джессика Мэй.
- Оператор (англ. The Operator) — существо неизвестного происхождения, похожее на мужчину без лица в классическом костюме. Начинает появляться Алексу на съёмках фильма «Мраморные шершни». Когда Джей начинает расследовать исчезновение Алекса, он тоже сталкивается с ним. Актёра и/или технологии создания создатели скрывают.

### Второстепенные персонажи
- Сет Уилсон (англ. Seth Wilson) — кинооператор фильма «Мраморные шершни». Был убит Оператором. Его играл Сет Маккэй.
- Сара Рид (англ. Sarah Reid) — актриса «Мраморных шершней». Появилась только в одной серии. По словам Алекса, мертва. Её играла Мэри Кэтлин Бишоп.
- Эми Уолтерс (англ. Amy Walters) — была девушкой Алекса, когда он бросил съёмки своего фильма. Была подвержена нападению Оператора на их с Алексом дом, после которого спаслась. Позже Алекс сообщил, что он убил её. Её играли Бэттен Уильямс и Май Ямана (голос).